# Stylidium chiddarcoopingense
Stylidium chiddarcoopingense este o specie de plante dicotiledonate din genul Stylidium, familia Stylidiaceae, ordinul Asterales, descrisă de A. Lowrie, D. Coates și Amp; K.F. Kenneally. Conform Catalogue of Life specia Stylidium chiddarcoopingense nu are subspecii cunoscute.